# Acalypha salicifolia
Acalypha salicifolia är en törelväxtart som beskrevs av Johannes Müller Argoviensis. Acalypha salicifolia ingår i släktet akalyfor, och familjen törelväxter. Inga underarter finns listade i Catalogue of Life.